# 中华人民共和国国家卫生和计划生育委员会
中华人民共和国国家卫生和计划生育委员会，标准简称国家卫生计生委，亦简称国家卫计委，是已撤销的中华人民共和国国务院主管卫生和计划生育工作的组成部门。2013年重組政府部門時職能變更，由卫生部和国家计生委合并而来，但後續由於查出生育率異常，控制動機不再和人口危機等因素，計生部門於2018年被裁撤，剩餘下來的原衛生部的相關單位經再度整合後，改制併入为中华人民共和国国家卫生健康委员会。

## 沿革
中华人民共和国国家卫生和计划生育委员会是根据2013年3月14日第十二届全国人民代表大会第一次会议批准的《国务院机构改革和职能转变方案》和2013年3月19日《国务院关于机构设置的通知》（国发〔2013〕14号）设立的中华人民共和国国务院组成部门，取代原卫生部和国家人口和计划生育委员会。2013年3月17日上午11时许，原卫生部大楼门口更换了“国家卫生和计划生育委员会”的新牌。
《国务院机构改革和职能转变方案》称，“（二）组建国家卫生和计划生育委员会。为更好地坚持计划生育的基本国策，加强医疗卫生工作，深化医药卫生体制改革，优化配置医疗卫生和计划生育服务资源，提高出生人口素质和人民健康水平，将卫生部的职责、国家人口和计划生育委员会的计划生育管理和服务职责整合，组建国家卫生和计划生育委员会。主要职责是，统筹规划医疗卫生和计划生育服务资源配置，组织制定国家基本药物制度，拟订计划生育政策，监督管理公共卫生和医疗服务，负责计划生育管理和服务工作等。”“将国家人口和计划生育委员会的研究拟订人口发展战略、规划及人口政策职责划入国家发展和改革委员会。”“国家中医药管理局由国家卫生和计划生育委员会管理。”“不再保留卫生部、国家人口和计划生育委员会。”
2013年6月9日《国务院办公厅关于印发国家卫生和计划生育委员会主要职责内设机构和人员编制规定的通知》（国办发〔2013〕50号）发出。
2018年3月17日第十三届全国人民代表大会第一次会议通过《第十三届全国人民代表大会第一次会议关于国务院机构改革方案的决定》，批准《国务院机构改革方案》。方案规定：“组建国家卫生健康委员会。将国家卫生和计划生育委员会、国务院深化医药卫生体制改革领导小组办公室、全国老龄工作委员会办公室的职责，工业和信息化部的牵头《烟草控制框架公约》履约工作职责，国家安全生产监督管理总局的职业安全健康监督管理职责整合，组建国家卫生健康委员会，作为国务院组成部门。保留全国老龄工作委员会，日常工作由国家卫生健康委员会承担。民政部代管的中国老龄协会改由国家卫生健康委员会代管。国家中医药管理局由国家卫生健康委员会管理。不再保留国家卫生和计划生育委员会。不再设立国务院深化医药卫生体制改革领导小组办公室。”

## 职责
根据《国家卫生和计划生育委员会主要职责内设机构和人员编制规定》，国家卫生和计划生育委员会承担下列职责：
1. 负责起草卫生和计划生育、中医药事业发展的法律法规草案，拟订政策规划，制定部门规章、标准和技术规范。负责协调推进医药卫生体制改革和医疗保障，统筹规划卫生和计划生育服务资源配置，指导区域卫生和计划生育规划的编制和实施。
2. 负责制定疾病预防控制规划、国家免疫规划、严重危害人民健康的公共卫生问题的干预措施并组织落实，制定检疫传染病和监测传染病目录、卫生应急和紧急医学救援预案、突发公共卫生事件监测和风险评估计划，组织和指导突发公共卫生事件预防控制和各类突发公共事件的医疗卫生救援，发布法定报告传染病疫情信息、突发公共卫生事件应急处置信息。
3. 负责制定职责范围内的职业卫生、放射卫生、环境卫生、学校卫生、公共场所卫生、饮用水卫生管理规范、标准和政策措施，组织开展相关监测、调查、评估和监督，负责传染病防治监督。组织开展食品安全风险监测、评估，依法制定并公布食品安全标准，负责食品、食品添加剂及相关产品新原料、新品种的安全性审查。
4. 负责组织拟订并实施基层卫生和计划生育服务、妇幼卫生发展规划和政策措施，指导全国基层卫生和计划生育、妇幼卫生服务体系建设，推进基本公共卫生和计划生育服务均等化，完善基层运行新机制和乡村医生管理制度。
5. 负责制定医疗机构和医疗服务全行业管理办法并监督实施。制定医疗机构及其医疗服务、医疗技术、医疗质量、医疗安全以及采供血机构管理的规范、标准并组织实施，会同有关部门制定和实施卫生专业技术人员准入、资格标准，制定和实施卫生专业技术人员执业规则和服务规范，建立医疗服务评价和监督管理体系。
6. 负责组织推进公立医院改革，建立公益性为导向的绩效考核和评价运行机制，建设和谐医患关系，提出医疗服务和药品价格政策的建议。
7. 负责组织制定国家药物政策和国家基本药物制度，组织制定国家基本药物目录，拟订国家基本药物采购、配送、使用的管理制度，会同有关部门提出国家基本药物目录内药品生产的鼓励扶持政策建议，提出国家基本药物价格政策的建议，参与制定药品法典。
8. 负责完善生育政策，组织实施促进出生人口性别平衡的政策措施，组织监测计划生育发展动态，提出发布计划生育安全预警预报信息建议。制定计划生育技术服务管理制度并监督实施。制定优生优育和提高出生人口素质的政策措施并组织实施，推动实施计划生育生殖健康促进计划，降低出生缺陷人口数量。
9. 组织建立计划生育利益导向、计划生育特殊困难家庭扶助和促进计划生育家庭发展等机制。负责协调推进有关部门、群众团体履行计划生育工作相关职责，建立与经济社会发展政策的衔接机制，提出稳定低生育水平政策措施。
10. 制定流动人口计划生育服务管理制度并组织落实，推动建立流动人口卫生和计划生育信息共享和公共服务工作机制。
11. 组织拟订国家卫生和计划生育人才发展规划，指导卫生和计划生育人才队伍建设。加强全科医生等急需紧缺专业人才培养，建立完善住院医师和专科医师规范化培训制度并指导实施。
12. 组织拟订卫生和计划生育科技发展规划，组织实施卫生和计划生育相关科研项目。参与制定医学教育发展规划，协同指导院校医学教育和计划生育教育，组织实施毕业后医学教育和继续医学教育。
13. 指导地方卫生和计划生育工作，完善综合监督执法体系，规范执法行为，监督检查法律法规和政策措施的落实，组织查处重大违法行为。监督落实计划生育一票否决制。
14. 负责卫生和计划生育宣传、健康教育、健康促进和信息化建设等工作，依法组织实施统计调查，参与国家人口基础信息库建设。组织指导国际交流合作与援外工作，开展与港澳台的交流与合作。
15. 指导制定中医药中长期发展规划，并纳入卫生和计划生育事业发展总体规划和战略目标。
16. 负责中央保健对象的医疗保健工作，负责中央部门有关干部医疗管理工作，负责国家重要会议与重大活动的医疗卫生保障工作。
17. 承担全国爱国卫生运动委员会、国务院深化医药卫生体制改革领导小组和国务院防治艾滋病工作委员会的日常工作。
18. 承办国务院交办的其他事项。

## 机构设置
根据《国家卫生和计划生育委员会主要职责内设机构和人员编制规定》，国家卫生和计划生育委员会设置下列机构：

### 内设机构
- 办公厅[註 1]
- 人事司[註 2]
- 规划与信息司[註 3]
- 财务司[註 4]
- 法制司[註 5]
- 体制改革司（国务院深化医药卫生体制改革领导小组办公室）[註 6]
- 卫生应急办公室（突发公共卫生事件应急指挥中心）[註 7]
- 疾病预防控制局（全国爱国卫生运动委员会办公室）[註 8]
- 医政医管局[註 9]
- 基层卫生司[註 10]
- 妇幼健康服务司[註 11]
- 食品安全标准与监测评估司[註 12]
- 综合监督局[註 13]
- 药物政策与基本药物制度司[註 14]
- 计划生育基层指导司[註 15]
- 计划生育家庭发展司[註 16]
- 流动人口计划生育服务管理司[註 17]
- 宣传司[註 18]
- 科技教育司[註 19]
- 国际合作司（港澳台办公室）[註 20]
- 保健局：[註 21]
- 机关党委[註 22]
- 离退休干部局[註 23]

### 直属事业单位
- 医科院
- 疾控中心
- 监督中心
- 药具管理中心
- 机关服务局（中心）
- 食品评估中心
- 北京医院
- 北京协和医院
- 中日医院
- 科研所
- 健康教育中心
- 宣教中心
- 干部培训中心（党校）
- 卫生发展中心
- 人发中心
- 项目监管中心
- 医管中心
- 医学考试中心
- 医院研究所
- 国际交流中心
- 人才交流服务中心
- 心血管中心
- 科技发展中心
- 继续教育中心
- 癌症中心
- 人口文化中心
- 流动人口中心
- 南京培训中心
- 家庭保健中心
- 计生协会
- 医学会
- 预防医学会
- 人口基金会
- 文化促进会
- 人口学会
- 妇幼健康研究会

### 直属企业单位
- 健康报社
- 人口报社
- 人卫社
- 人口出版社
- 人生杂志社

### 主管社会团体
- 北京协和医学院校友会
- 中国医药卫生文化协会
- 中国人口文化促进会
- 中国人口学会
- 中华口腔医学会
- 中国人口福利基金会
- 中国出生缺陷干预救助基金会
- 妇幼健康研究会
- 中国生命关怀协会
- 新探健康发展研究中心
- 马海德基金会
- 吴阶平医学基金会
- 中华国际医学交流基金会
- 中华健康快车基金会
- 中国牙病防治基金会
- 中国初级卫生保健基金会
- 中国医学基金会
- 中国医药卫生事业发展基金会
- 中国肝炎防治基金会
- 中国健康促进基金会
- 中国预防性病艾滋病基金会
- 中国器官移植发展基金会
- 中国癌症基金会
- 中国听力医学发展基金会
- 中国医疗保健国际交流促进会
- 全国卫生产业企业管理协会
- 中国医师协会
- 中国老年保健医学研究会
- 中国妇幼保健协会
- 中国地方病协会
- 中国优生科学协会
- 中国农村卫生协会
- 中国优生优育协会
- 中国民族卫生协会
- 中国水利电力医学科学技术学会
- 中国卫生摄影协会
- 中国卫生监督协会
- 中国卫生计生思想政治工作促进会
- 中国卫生经济学会
- 中日医学科技交流协会
- 海峡两岸医药卫生交流协会
- 中国医学救援协会
- 中国卫生信息学会
- 中国老年保健协会
- 中国整形美容协会
- 中国卫生有害生物防制协会
- 中国输血协会
- 中国控制吸烟协会
- 中国健康促进与教育协会
- 中国药物滥用防治协会
- 中国保健协会
- 中国性病艾滋病防治协会
- 中国性学会
- 中国学生营养与健康促进会
- 中国足部反射区健康法研究会
- 中国社区卫生协会
- 中国抗癫痫协会
- 中国医院协会
- 中国医学影像技术研究会

## 历任领导
| 主任 - 李斌（2013年3月16日—2018年3月） 副主任 - 孙志刚（2013年3月20日—2015年10月22日） - 王国强（2013年4月22日—2018年3月，国家中医药管理局局长、党组书记） - 马晓伟（2013年4月22日—2018年3月） - 陈啸宏（2013年4月22日—2014年12月11日） - 王培安（2013年4月22日—2018年3月） - 刘谦（2013年4月22日—2017年2月28日） - 尹力（2013年4月22日—2015年4月1日，国家食品药品监督管理总局副局长） - 崔丽（2013年4月22日—2018年3月） - 徐科（2013年4月22日—2014年9月30日） - 金小桃（2014年12月11日—2017年12月30日） - 吴浈（2015年8月12日—2018年3月，国家食品药品监督管理总局副局长） - 王贺胜（2016年9月2日—2018年3月） - 曾益新（2017年2月28日—2018年3月） | 党组书记 - 李斌（2013年3月—2018年3月） 党组副书记 - 孙志刚（2013年3月—2015年10月） 党组成员 - 王国强（2013年4月—2018年3月） - 马晓伟（2013年4月—2018年3月） - 陈啸宏（2013年4月—2014年12月） - 王培安（2013年4月—2018年3月） - 刘谦（2013年4月—2017年2月） - 尹力（2013年4月—2015年4月） - 崔丽（2013年4月—2018年3月） - 徐科（2013年4月—2014年9月） - 李熙（2013年4月—2014年12月，驻委纪检组组长） - 金小桃（2014年11月—2017年12月） - 陈瑞萍（2014年12月—2015年12月，驻委纪检组组长） - 吴浈（2015年8月—2018年3月） - 李五四（2015年12月—2017年3月，驻委纪检组组长） - 王贺胜（2016年8月—2018年3月） - 曾益新（2017年2月—2018年3月） - 马奔（2017年3月—2018年3月，驻委纪检组组长） |

## 中央纪委驻国家卫生计生委纪检组
2013年，设立中央纪委驻国家卫生计生委纪检组。该纪检组成立后，整合了原先的中央纪委驻卫生部纪检组（监察部驻卫生部监察局）、中央纪委驻国家人口计生委纪检组（监察部驻国家人口计生委监察局）的力量。2014年，正式组建为中央纪委驻国家卫生计生委纪检组（监察部驻国家卫生计生委监察局），是中央纪委监察部派驻机构。2014年12月，中共中央制定出台《关于加强中央纪委派驻机构建设的意见》，为派驻全覆盖确定了时间表和路线图。2015年中共中央《关于全面落实中央纪委向中央一级党和国家机关派驻纪检机构的方案》（中办发〔2015〕55号）撤销监察部驻各单位监察局，中央纪委驻各单位纪检组为对外工作联络的唯一名称，中共中央批准中央纪委对139家中央一级党和国家机关派驻纪检机构全覆盖，共设置47家派驻机构，其中20家为单独派驻机构，27家综合派驻机构负责监督119家单位。中央纪委驻国家卫生计生委纪检组负责综合监督国家卫生计生委、国家食品药品监督管理总局、国家中医药管理局、中国红十字会、中国计划生育协会5家单位。
中央纪委驻国家卫生计生委纪检组（以下简称纪检组）由中央纪委直接领导、统一管理，向中央纪委负责并请示报告工作，依据党章党规，围绕监督执纪问责，履行党的纪律检查职能，监督重点对象是国家卫生计生委、国家食品药品监督管理总局、国家中医药管理局、中国红十字会总会、中国计划生育协会5家综合监督单位领导班子及中管干部和司局级干部，着力加强对5家综合监督单位本级机关和直属单位的监督。
纪检组内设机构是办公室和第一至第四纪检室：
- 办公室：主要负责纪检组综合协调、公文处理、会议活动组织、督查督办和服务保障等相关工作；
- 第一纪检室：联系国家中医药管理局、中国红十字会总会，主要负责联系单位的日常监督和执纪审查等相关工作；
- 第二纪检室：联系国家食品药品监督管理总局，主要负责联系单位的日常监督和执纪审查等相关工作；
- 第三纪检室：联系国家卫生和计划生育委员会、中国计划生育协会机关，主要负责联系单位的日常监督和执纪审查等相关工作；
- 第四纪检室：主要负责纪检组信访举报、案件监督管理、审理和党风政风监督等相关工作[30]。

| 组长 - 李熙（2013年4月—2014年12月） - 陈瑞萍（2014年12月—2015年12月） - 李五四（2015年12月—2017年3月） - 马奔（2017年3月—2018年3月） 副组长 - 王大方（2014年—2015年，副组长兼监察局局长） - 杨云凯（2014年—2015年） - 马群（？—2015年12月，监察局副局长；2015年12月—2018年3月） - 杨威（2015年12月—2018年3月） | 正局级纪律检查员 - 李林康（2014年—2015年12月，纪律检查员兼监察局副局长；2015年12月—2018年3月） 副局级纪律检查员 - 史盛丰（？—2018年3月） - 唐燕（2014年—2015年12月，副局级纪律检查员、监察专员；2015年12月—2018年3月） - 李秀芳（？—？） - 贺清龙（？—2015年12月，副局级纪律检查员、监察专员；2015年12月—2018年3月） |